# Самсун (аеропорт)
Самсун (IATA: SZF, ICAO: LTFH) (тур. Samsun Çarşamba Havalimanı) — цивільний аеропорт, розташований за 23 км від міста Самсун, Туреччина. Відкрито в 1998 році.

## Авіалінії та напрямки
| Авіакомпанія           | Пункт призначення                                                      |
| ---------------------- | ---------------------------------------------------------------------- |
| AnadoluJet             | Анкара, Бурса, Стамбул–Сабіха Гекчен                                   |
| Germania               | Сезонний: Берлін-Тегель, Дюссельдорф                                   |
| Onur Air               | Стамбул-Ататюрк                                                        |
| Pegasus Airlines       | Стамбул–Сабіха Гекчен, Ізмір Сезонний: Дюссельдорф                     |
| RusLine                | Краснодар                                                              |
| SunExpress             | Анталія, Дюссельдорф, Ізмір Сезонний: Франкфурт, Ганновер, Штутгарт    |
| SunExpress Deutschland | Сезонний: Франкфурт, Мюнхен                                            |
| TUI fly Deutschland    | Сезонний: Кельн/Бонн                                                   |
| Turkish Airlines       | Стамбул-Ататюрк Сезонний: Берлін-Тегель, Дюссельдорф, Штутгарт, Відень |
| Utair                  | Краснодар                                                              |

## Статистика з пасажирообігу
Див. джерело запитів Вікіданих та джерела.